# Шлюзовый парк Вальтроп

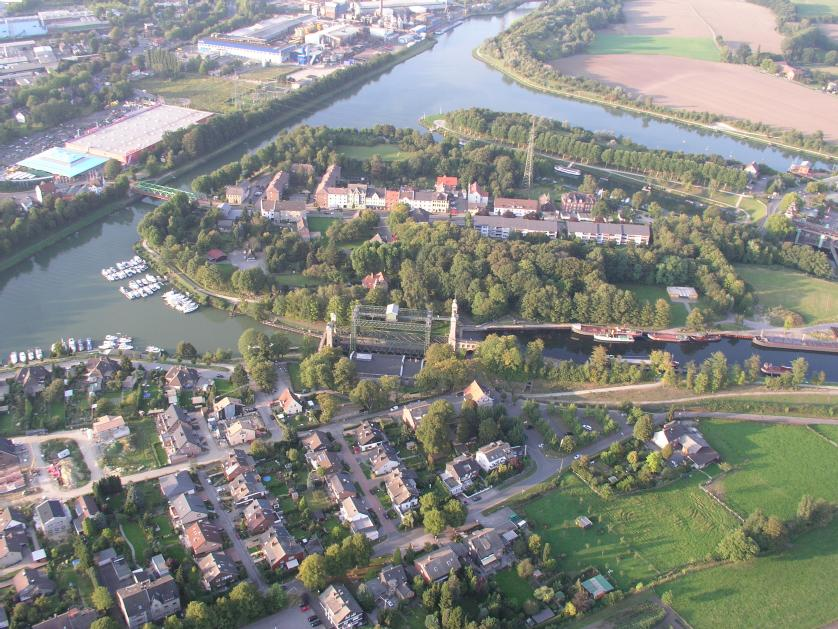
Старый судоподъёмник "Генрихенбург"

360° панорама старого шлюза

Шлюзовый парк Вальроп (нем. Schleusenpark Waltrop) — музейная территория на месте стыковки старого и нового шлюзов каналов Рейн — Херне (КРХ) и Дортмунд — Эмс (КДЭ) (город Вальтроп, Северный Рейн-Вестфалия, Германия). Парк расположен на 46-м километре канала КРХ и 15-м километре канала КДЭ. Рядом находится город Кастроп-Рауксель (его административный район Генрихенбург).

## Общая характеристика
Часть территории парка относится к Вестфальскому Земельному музею Индустриальной культуры (LWL-Industriemuseum). Здесь под открытым небом демонстрируются суда, судовые механизмы и модели. Рядом находится "Управлению водными путями и судовыми перевозками Дуйсбург-Майдерих". При нём выстроен зал Генрихенбург с музейной выставочной экспозицией.
Старейшим сооружением парка является Судоподъёмник Генрихенбург. Он был построен в 1894-1899 годах, служил для соединения с Дортмундской гаванью и был первым в своём роде в Германии. В связи со строительство канала Рейн-Херне был спроектирован и в 1914 году введен в эксплуатацию шахтный шлюз. После введения в 1962 году нового судоподъёмника, старый был законсервирован в 1969 году. В 1989 году был открыт новый большой шлюз. В 2005 году, в связи с недостаточной пропускной способностью, был остановлен новый судоподъёмник. В настоящее время общее судоходство осуществляется через новый шлюз.
Все выведенные из эксплуатации сооружения находятся под охраной закона и все канальные сооружения доступны для осмотра.

## Фотогалерея

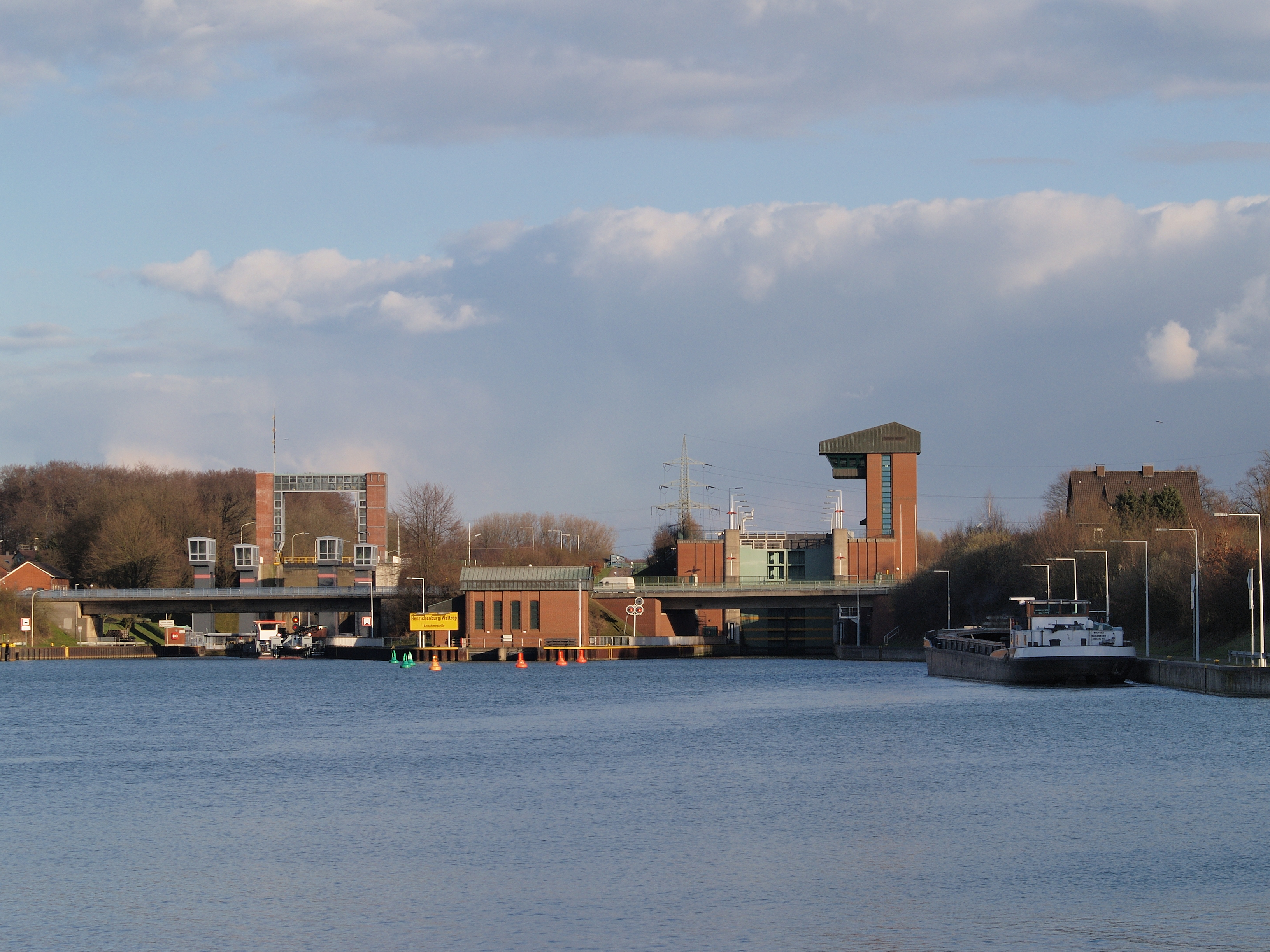
Новый судоподъёмник слева и новый шлюз.
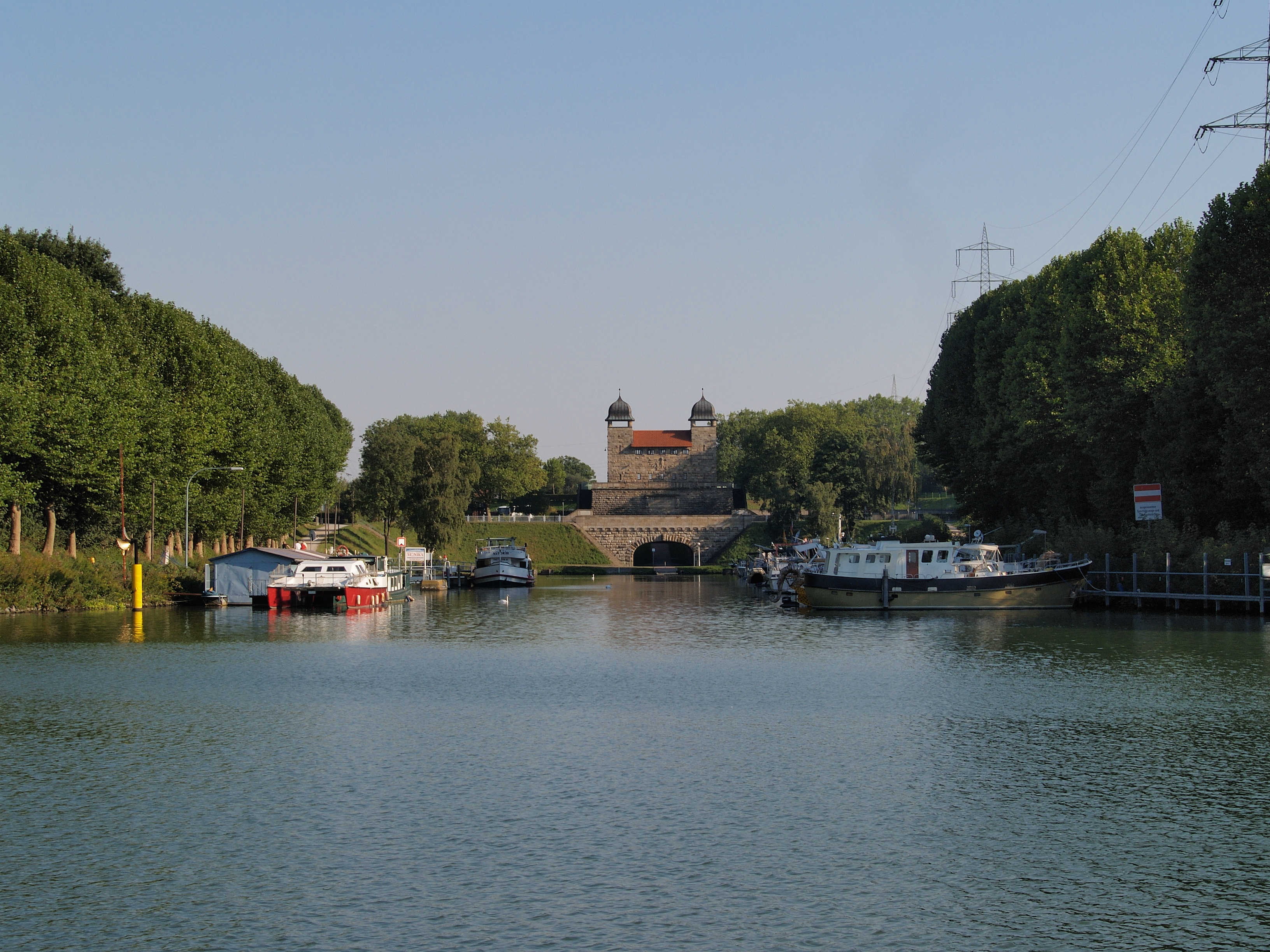
Старый шахтный шлюз.
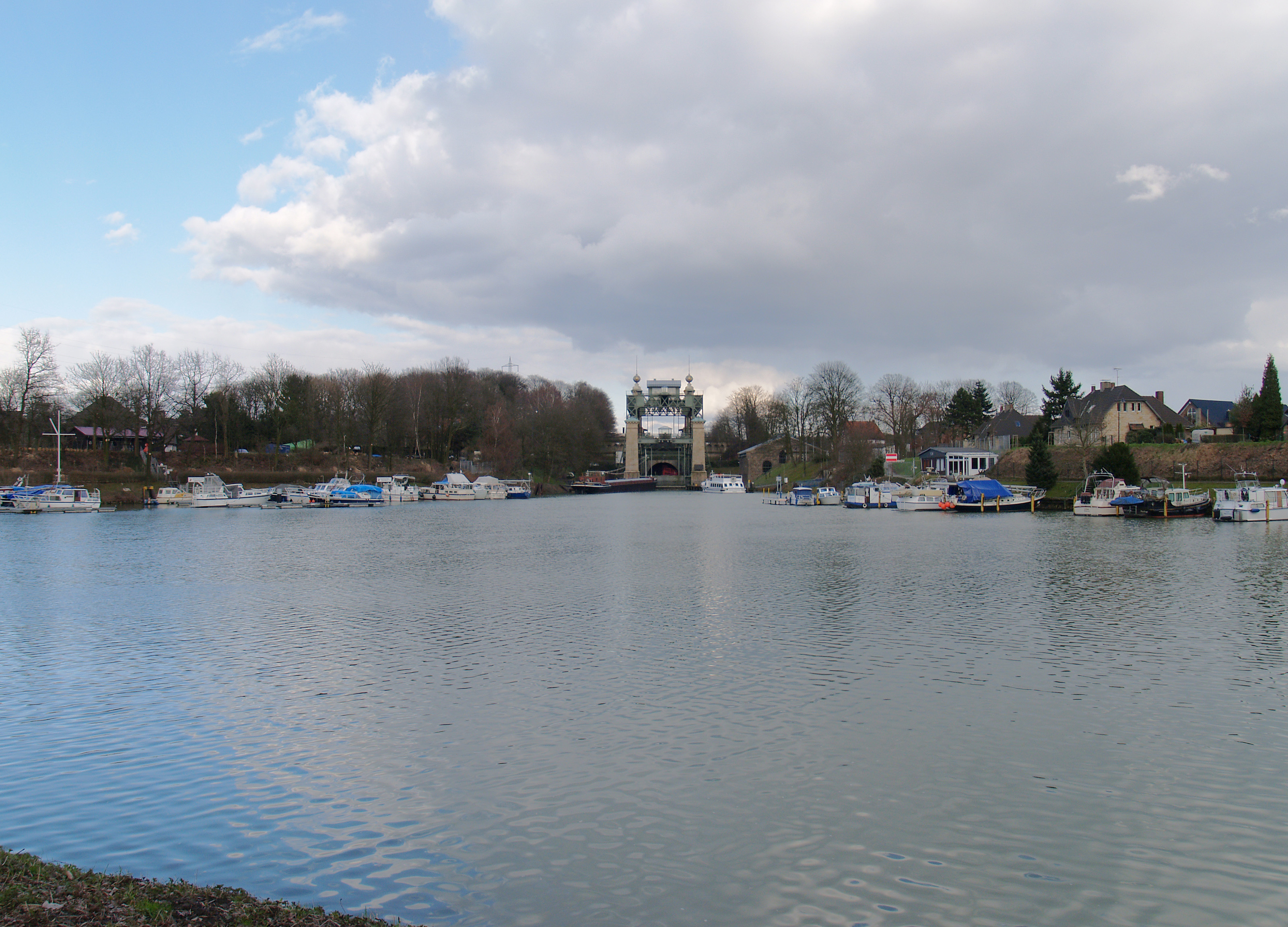
Старый судоподъёмник  и предгавань.
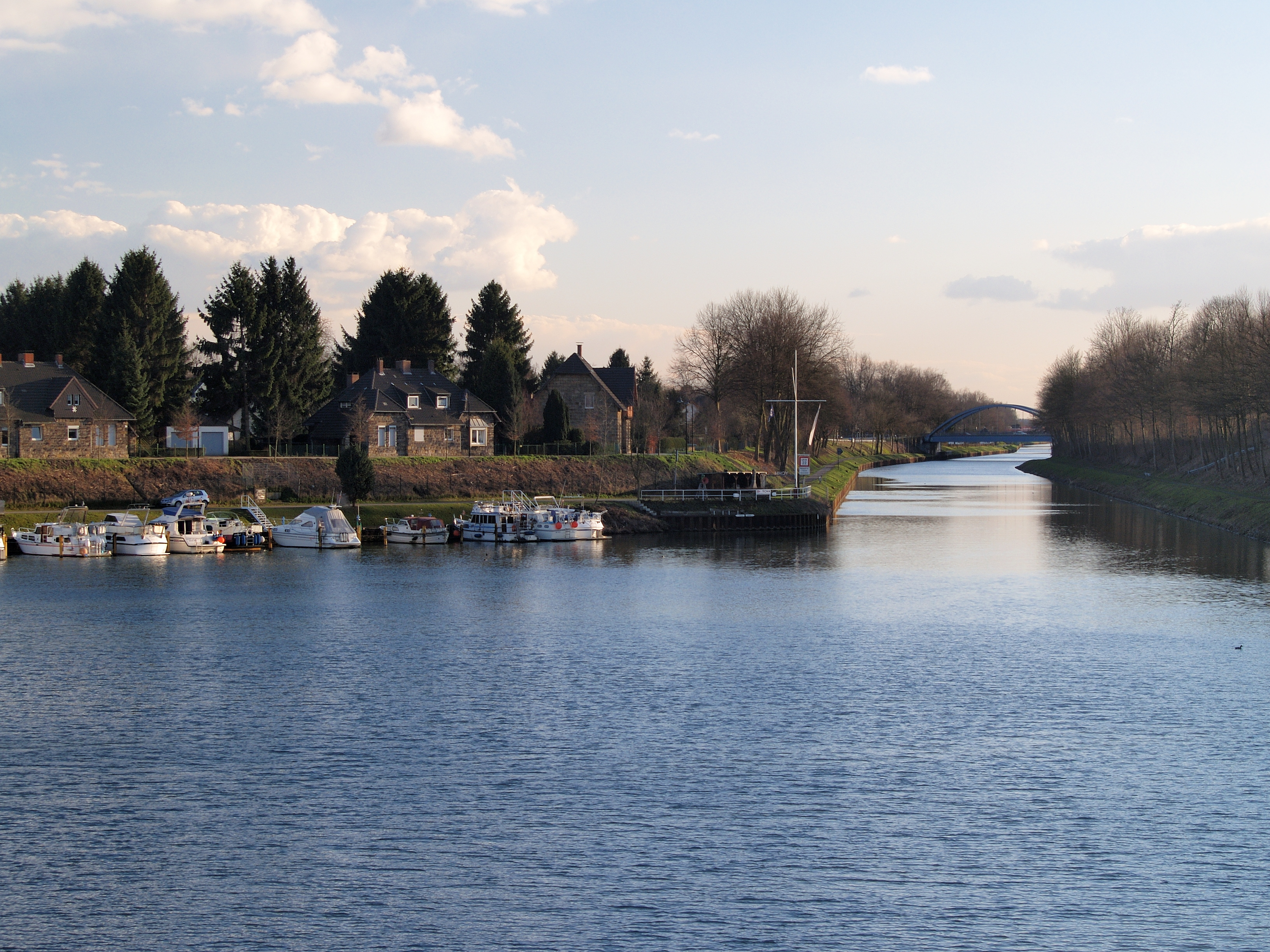
Ответвление канала Рейн-Херне.
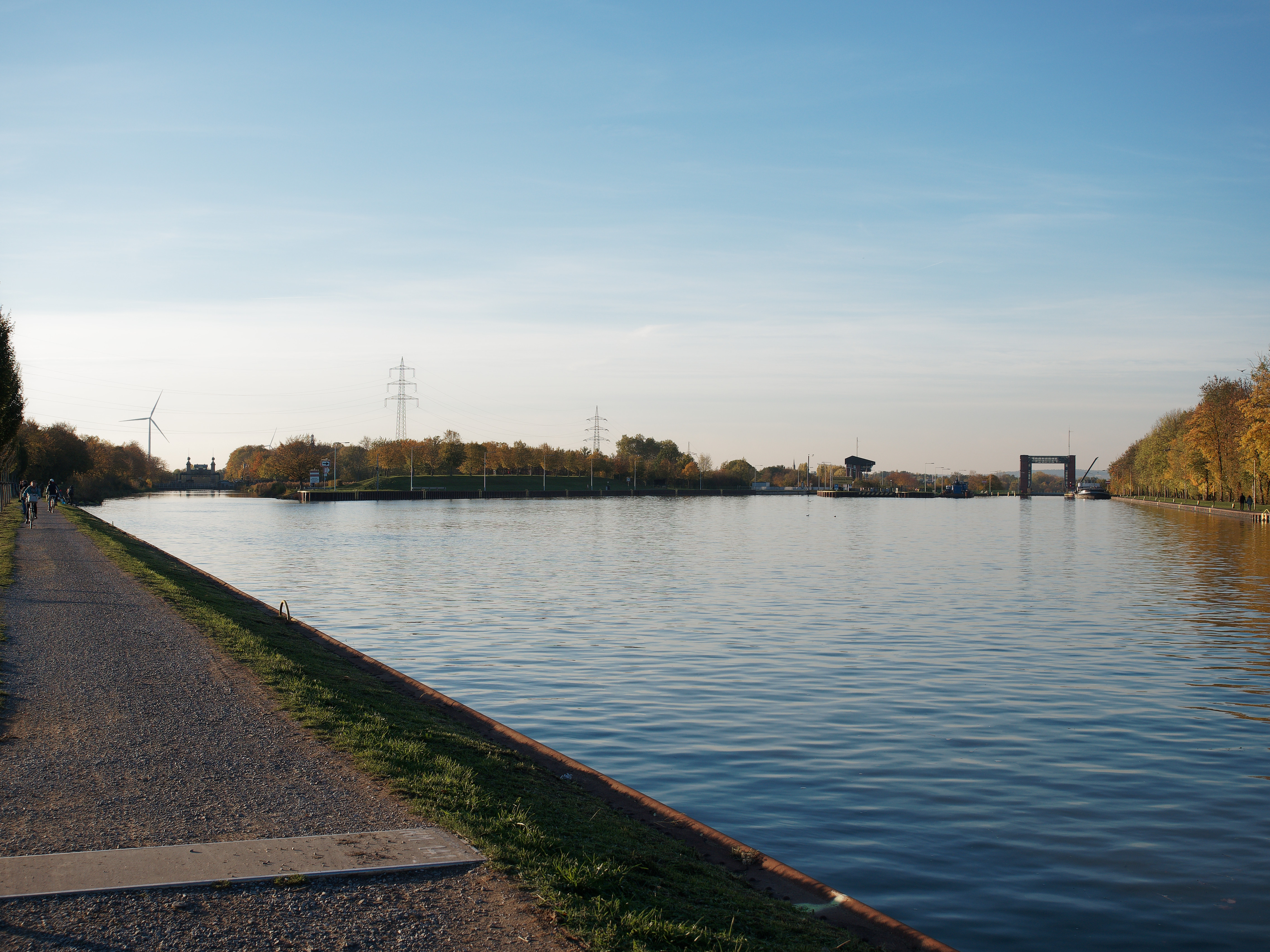
слева старый судоподъёмник, затем новый шлюз и справа новый судоподъёмник.